# Martha Schuster

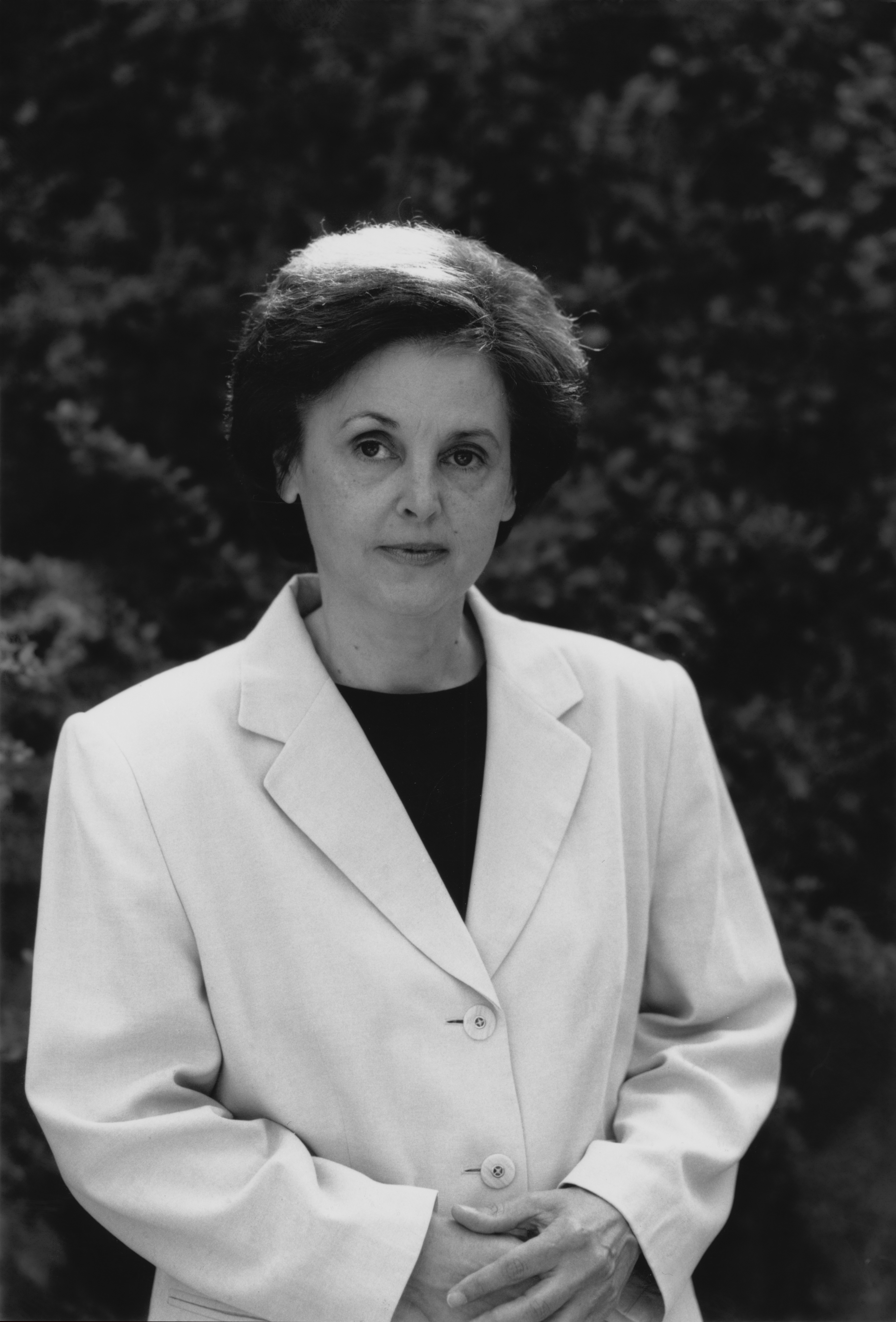
Martha Schuster 2000

Martha Schuster (* 27. März 1948 in Dorn-Dürkheim) ist eine deutsche Organistin, Cembalistin, Kirchenmusikerin und Hochschullehrerin.

## Werdegang
Ihren ersten Orgelunterricht erhielt Martha Schuster bei Diethard Hellmann, einem Schüler von Günther Ramin, in Mainz. Sie studierte Kirchenmusik an der Musikhochschule in Frankfurt am Main bei Helmut Walcha (Orgel) und Kurt Hessenberg (Tonsatz und Komposition). Nach dem A-Examen erlangte sie die Konzertreife in der Meisterklasse von Helmut Walcha. Im Rahmen der Sommerakademie für Organisten in Haarlem ergänzte sie ihre Ausbildung bei Marie-Claire Alain, Luigi Ferdinando Tagliavini und Hans Haselböck.
Von 1968 bis 1990 war Martha Schuster Organistin an der Gedächtniskirche sowie an der Markus- und Stiftskirche in Stuttgart. Im Jahr 1982 wurde ihr der Titel Kirchenmusikdirektorin verliehen.
Bei der Gesamtaufnahme der Bachkantaten mit der Gächinger Kantorei unter Helmuth Rilling wirkte Schuster von 1970 bis 1977 regelmäßig als Cembalistin mit. Außerdem spielte sie zahlreiche Aufnahmen für Rundfunkanstalten im In- und Ausland ein. Als Solistin und Begleiterin konzertierte sie in Europa, den USA, Mexiko und Japan. CD-Aufnahmen entstanden für das Label Organum Classics sowie Fernsehproduktionen u. a. für ARD, ZDF und SWR.
Als Pädagogin war Martha Schuster an mehreren Musikhochschulen tätig. Von 1981 bis 2010 hatte sie einen Lehrauftrag an der Hochschule für Musik und Theater in München (1994 Honorarprofessur) sowie weitere Lehraufträge an der Hochschule für Musik Saar in Saarbrücken (1984 bis 1987) und von 1996 bis 2017 an der  Hochschule für Musik und Darstellende Kunst in Stuttgart. Zu ihren Schülern zählen u. a. Georg Oberauer und Roland Dopfer.

## Auszeichnungen
- 1968: 1. Preis beim Wettbewerb der Internationalen Orgelwoche (Edwin-Fischer-Preis) in Nürnberg[4]
- 1971: Förderpreis beim Wettbewerb der Deutschen Rundfunkanstalten (ARD) in München
- 1982: Titel Kirchenmusikdirektorin
- 1994: Honorarprofessur an der Hochschule für Musik und Theater in München